# 토마리 (러시아)
토마리(러시아어: Томари)는 러시아 사할린주 남부와 사할린섬 서부 연안에 있는 도시이다. 인구는 3,810명(2018년 기준)이며 유즈노사할린스크(사할린 주의 주도)에서 북서쪽으로 167km정도 떨어져 있다. 1870년 신설되었으며 일본의 가라후토(사할린섬 남부) 통치 시기(1905년-1945년)에는 도마리오루 정이라는 이름으로 불리기도 했다. 1945년 소비에트 연방이 사할린섬 남부를 차지하면서 사할린 주에 편입되었고 1946년 지금과 같은 명칭으로 변경되었다.

## 자매 도시
- 일본 홋카이도 데시오정